# Ивануса, Ярослав Михайлович
Ивануса Ярослав Михайлович (род. 4 июня 1939, Гийче) — советский и российский военный хирург.

## Биография
Родился 4 июня 1939 года в селе Гийче. Отец — Ивануса Михаил Федорович (1910). Мать — Ивануса Анна Дмитриевна (1913). В семье родились четыре сына — Михаил, Ярослав, Дмитрий Богдан. В 1956 году Ярослав закончил Рава-Русскую школу и поступил в Львовский государственный медицинский институт.
После окончания института в 1962 году приказом Министра обороны СССР был зачислен в распоряжение Главнокомандующего Военно-Морского Флота. С 1962 по 1970 год Я. М. Ивануса проходил службу на Тихоокеанском флоте. Здесь состоялось его становление как военно-морского хирурга. После окончания Военно-Медицинской Академии в 1972 году продолжил службу на Балтийском флоте. В 1972—1979 годах Я. Ивануса выполнял обязанности старшего врача-специалиста Балтийской военно-морской базы. Начальника хирургического отдела госпиталя Балтийского флота.
В течение 8 лет Ивануса В. М. занимал должность главного хирурга Балтийского флота, сочетая практическую и научную деятельность. В 1975 году он защитил кандидатскую, а в 1987 году — докторскую диссертацию.
В 1987 году Ивануса Я. М. был назначен на должность Главного хирурга Военно-Морского Флота СССР. На этом посту он находился до 1994 года.
В 1992 году ему было присвоено ученое звание профессора.

## Награды
За заслуги в области здравоохранения ему в 1989 году было присвоено почетное звание «Заслуженный врач РСФСР». Он награждён орденом «Знак Почета», и 16 медалями. За весомый вклад в развитие военной медицины Ивануса Я. М. был избран академиком.

## Семья
- Жена — Ивануса Ирина Лукьяновна — врач-терапевт.
- Сын — Ивануса Сергей Ярославович — полковник медицинской службы, доктор медицинских наук, профессор, заслуженный врач РФ, начальник кафедры общей хирургии Военно-медицинской академии в Санкт-Петербурге[2].

## Публикации
Я. М. Ивануса автор более 40 научных печатных работ по военно-морской хирургии в том числе нескольких учебников.
- Неотложная хирургия: Руководство для военно-морских хирургов / Под ред. Я. М. Иванусы, Н. В. Рухляды. — СПб., 1996. — 275 с.
- Военно-морская хирургия: учебник для курсантов и слушателей факультета подготовки врачей для Военно-Морского Флота / [Н. В. Рухляда, А. Д. Слобожанкин, Я. М. Ивануса и др.; под ред. Н. В. Рухляды]; Воен.-мед. акад. — СПб.: Петербург — XXI в., 1996. — 332 с.
- Карякин A.M., Ивануса Я. М. «Спаечная болезнь» после аппендэктомии // Хирургия. 1974. № 2. С.68-70.
- Карякин A.M., Ивануса Я. М. О частоте и причинах спаечной непроходимости при аппендэктомии// Вестник хирургии. 1973. № 5. С. 43-46.